# Sechellophryne
Sechellophryne – rodzaj płazów bezogonowych z rodziny seszelkowatych (Sooglossidae).

## Zasięg występowania
Rodzaj obejmuje gatunki występujące na wyspach Mahé i Silhouette należących do archipelagu Seszeli na Oceanie Indyjskim.

## Systematyka

### Etymologia
- Sechellophryne: fr. Seychelles „Seszele”; gr. φρυνη phrunē, φρυνης phrunēs „ropucha”[2].
- Leptosooglossus: gr. λεπτος leptos „delikatny, drobny”; σωος sōos „cały, bez szwanku, bezpieczny”; φρυνη phrunē, φρυνης phrunēs „ropucha”[3].

### Podział systematyczny
Do rodzaju należą następujące gatunki:
- Sechellophryne gardineri (Boulenger, 1911)
- Sechellophryne pipilodryas (Gerlach & Willi, 2002)